# نخر ترانسفالي
نخر ترانسفالي (الاسم العلمي:Tilletia transvaalensis) هو نوع من الفطريات يتبع جنس النخر من الفصيلة النخرية.